# Monumenta Boica

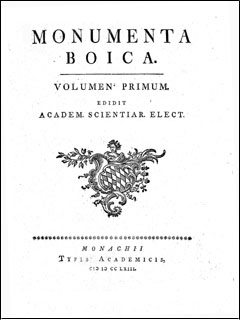
Monumenta Boica

Die Monumenta Boica (MB) sind eine Quellensammlung zur Geschichte Bayerns im Mittelalter. Sie wurde herausgegeben von der Bayerischen Akademie der Wissenschaften von 1763 bis 1956. Fast alle Bände erschienen in München zwischen 1763 und 1916, es folgten Nachzügler 1932 (Bd. 50: Urkunden des Hochstifts Eichstätt II) und 1956 (Bd. 54: Regensburger Urkundenbuch II). Es liegen vor die Bände 1–50, 53, 54 und 60.

1763 erschien unter der Leitung von Christian Friedrich Pfeffel von Kriegelstein (1726–1807) der erste Band. Mit Hilfe zahlreicher Mitarbeiter und dem Rückhalt der kurfürstlichen Akademie gelang es ihm und seinen Nachfolgern, Zutritt zu den Klosterarchiven zu erhalten, um dort die Dokumente abzuschreiben. Die Monumenta Boica galten als beispielhaftes Unternehmen zur Erschließung landesgeschichtlicher Quellen. 

„Noch nie hat es in unseren Zeiten ein diplomatisches Werk so weit gebracht, als diese vortrefflichen Sammlungen, die dem Stifter des Instituts, dem verstorbenen Kurfürsten Maximilian, ewige Ehre machen werden“

 schrieb die Neueste Litteratur der Geschichtskunde (IV/1780, S. 71).